# メアリー & マックス
『メアリー & マックス』（メアリー・アンド・マックス、Mary and Max）は、2009年のオーストラリアのクレイアニメ映画。アダム・エリオットが監督し、トニ・コレット、フィリップ・シーモア・ホフマンらが声を当てた。2009年サンダンス映画祭のオープニング作品として初上映され、アヌシー国際アニメーション映画祭で『コララインとボタンの魔女 3D』とともに最優秀長編作品に選ばれるなど、高い評価を受けた。

## ストーリー
メルボルンに住む8歳の少女メアリー・デイジー・ディンクルは貧しい家庭に生まれ、玩具やまともな服を与えられず、学校でいじめに遭いながらもアルコール依存症の母は何もしてくれない。
ある日、メアリーはニューヨークに住むマックス・ジェリー・ホロウィッツという男に手紙を出すことにする。マックスはアスペルガー症候群を患う孤独な中年男性だった。
2人は数十年にわたって文通を続け、メアリーは結婚し、マックスは宝くじに当たる。しかし、メアリーがアスペルガー症候群の本を書いたことが、マックスを怒らせてしまう。

## キャスト
| 役名                             | 言語版声優                                      | 日本語吹替 |
| -------------------------------- | ----------------------------------------------- | ---------- |
| ナレーター                       | バリー・ハンフリーズ                            | 富田耕生   |
| メアリー・デイジー・ディンクル   | トニ・コレット/ベタニー・ホイットモワ(少女時代) | 平岩紙     |
| マックス・ジェリー・ホロウィッツ | フィリップ・シーモア・ホフマン                  | 三宅弘城   |
| ダミアン・キリル・ポポドボラス   | エリック・バナ                                  | 斉藤次郎   |
| ヴェラ・ロレイン・ディンクル     | レネ・ゲイヤー                                  | LiLiCo     |
| ホームレスの男                   | モリー・メルドラム                              |            |
| ハザホフ先生                     |                                                 | 魚建       |
| マックス(子ども時代)             |                                                 | 福井美樹   |
| 講師                             |                                                 | 薬丸夏子   |

## 製作
オープニングクレジットによると、この映画は実話に基づいている。エリオットは2009年4月のインタビューで、マックスは彼が20年以上にわたり文通を交わしていたニューヨークに住むペンフレンドから着想を得たと語った。エリオットによる2003年の短編クレイアニメ『ハーヴィー・クランペット』はトゥレット障害を取り上げ、第76回アカデミー賞短編アニメーション作品部門で最優秀賞を獲得した。
撮影は57週に及び、133個のセット、212個の人形、475個のミニチュア模型を使った。アンダーウッド社製タイプライターの模型は実際に動き、デザインと制作に9週を要した。

## 音楽
オープニングに使われたのはペンギン・カフェ・オーケストラの「パーペチューム・モービル」で、他に同じく彼らの「プレリュード・アンド・ヨーデル」やエレナ・カッツ＝チャーニンの「ロシアン・ラグ」が使われている。クロージングクレジットの曲はベルト・ケンプフェルト楽団の「スウィンギン・サファリ」である。
これらの他にはナナ・ムスクーリ、デイル・コーネリアス、ルロイ・アンダーソン、ピンク・マティーニ、ロンドン・ポップス・オーケストラ、ジェームス・ラスト楽団、キングス・コンソート & 合唱団、シドニー・アルファ・アンサンブル、ABCラジオ・オーケストラの音楽が使われている。

## 公開
オーストラリアでは2009年4月9日に公開され、最終的に$1,444,617を稼いだ。
アメリカではいくつかの映画祭で上映されたほかはロサンゼルスの1館で公開されたのみで、その後IFCフィルムズは本作をビデオ・オン・デマンドで公開した。
日本では2009年10月22日、第22回東京国際映画祭「WORLD CINEMA」部門において『メアリーとマックス』の題で上映された。その後、2011年4月23日の劇場公開が決まった。

## 評価

### 批評
本作は極めて高い評価を獲得した。Rotten Tomatoesによると53個のレビューのうち50個が肯定的な評価を下し、トマトメーターを94%、評価の平均を8/10としている。

### 映画賞
オタワ国際アニメーションフェスティバルで最優秀長編作品賞を受賞したほか、アヌシー国際アニメーション映画祭では『コララインとボタンの魔女 3D』と最優秀長編作品を分け合った。第82回アカデミー賞では長編アニメーション作品部門のショートリストに名を連ねたが、最終的なノミネートには至らなかった。オーストラリア映画批評家協会は本作を2009年最優秀オーストラリア映画の次点に選んだ。アジア太平洋映画賞では、最優秀アニメーション映画賞に選ばれた。

## 展示
2010年3月にメルボルン・フェデレーションスクエア内のオーストラリア動画センターで始まった『メアリー & マックス』の展示は3か月間開催され、その後オーストラリア各地を巡業している。